# یارا (کوبا)
یارا (به اسپانیایی: Yara) یک منطقهٔ مسکونی در کوبا است که در استان گرانما واقع شده‌است. یارا ۵۷۶ کیلومتر مربع مساحت و ۵۹٬۴۱۵ نفر جمعیت دارد و ۳۰ متر بالاتر از سطح دریا واقع شده‌است.